# Bagrák (Třebeš)
Rybník Bagrák je neoficiální pojmenování jinak bezejmenné vodní plochy u místní části Třebeš města Hradec Králové. Leží v blízkosti ulice Zborovská, za kterou sídlí Fakulta vojenského zdravotnictví Univerzity obrany. Právě pro výstavbu budovy této fakulty, a částečně též blízkého sídliště Moravské Předměstí, byl použit písek vytěžený na místě dnešního rybníka v 80. letech 20. století.
Vodní plocha je využívána jako rybářský revír místní organizace Českého rybářského svazu, dále slouží k rekreaci místních obyvatel, jako jsou zimní sporty a výjimečně koupání.

## Galerie

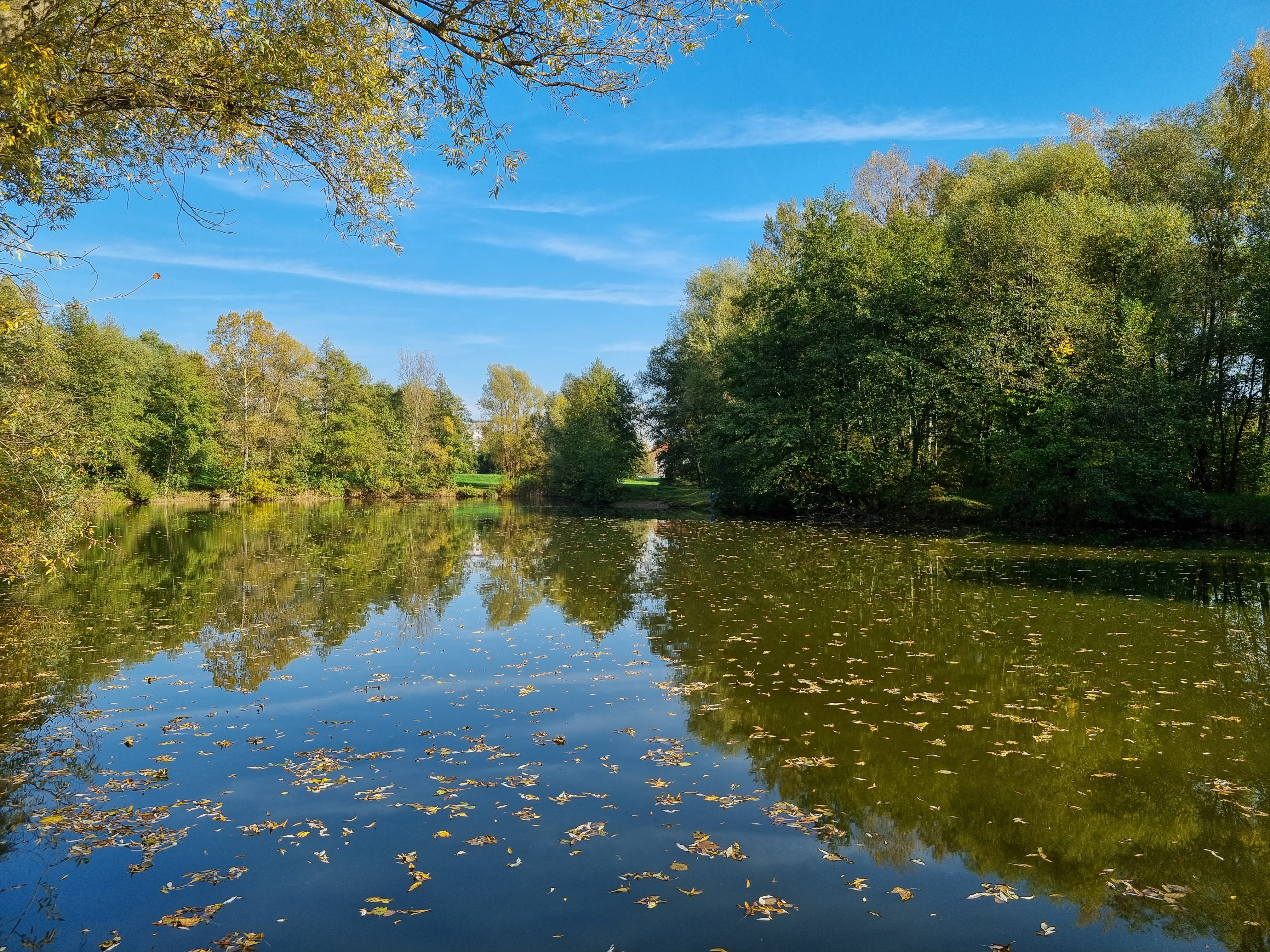
Rybník Bagrák v Třebši
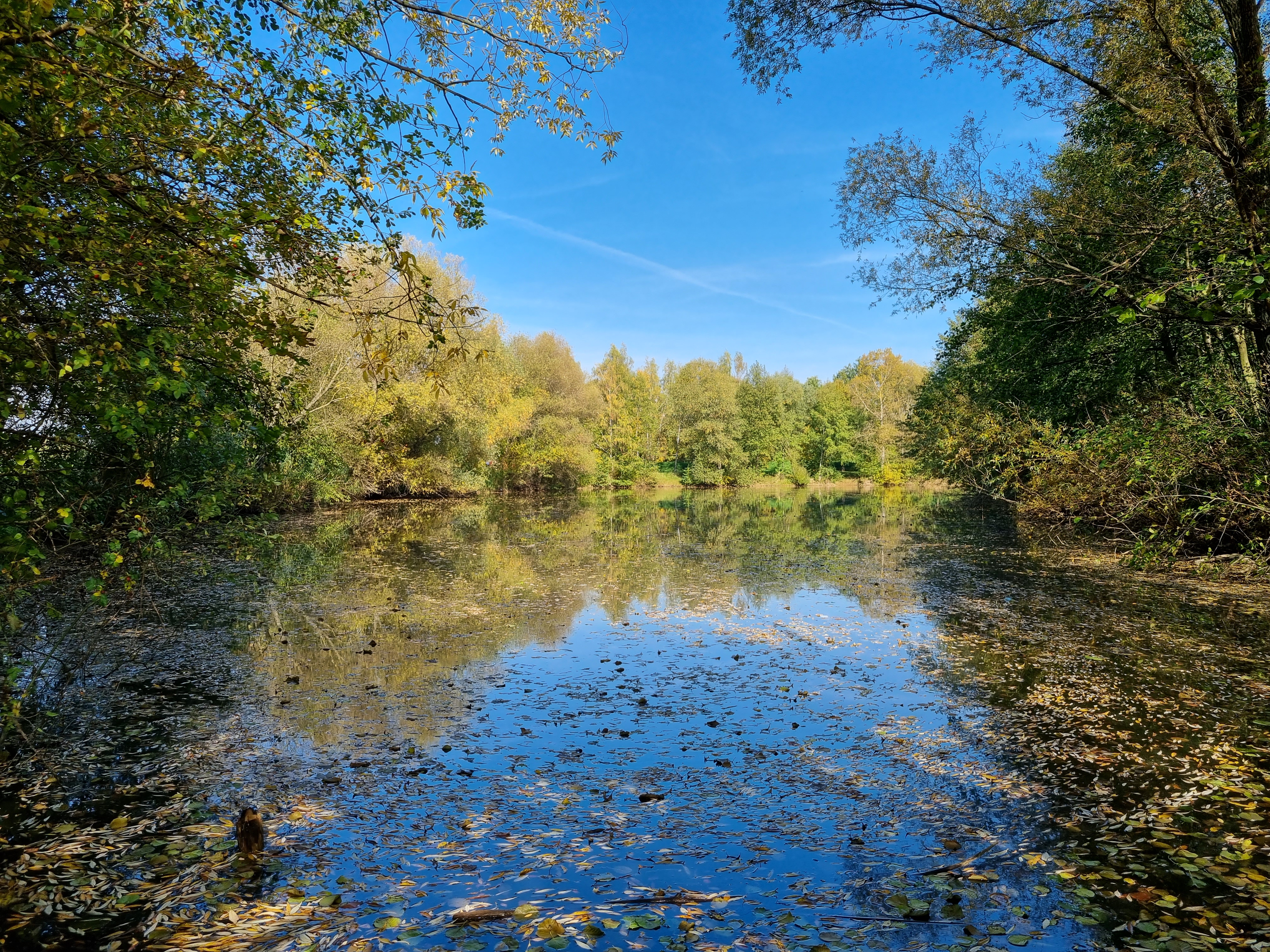
Pohled na rybník Bagrák